# كرزيستوف بييرفينيكي
كرزيستوف بييرفينيكي (بالبولندية: Krzysztof Pierwieniecki)‏ (مواليد 7 أبريل 1952) هو ملاكم بولندي، مثّل بلاده في الألعاب الأولمبية الصيفية 1972.

## روابط خارجية
كرزيستوف بييرفينيكي على موقع أوليمبيديا (الإنجليزية)
- كرزيستوف بييرفينيكي على موقع اللجنة الأولمبية البولندية (مؤرشف) (البولندية)